# 敷物
敷物（しきもの）は、物の下に敷くものの総称。本項目では床敷物（Floor coverings）を中心に記述する。

## 敷物の種別

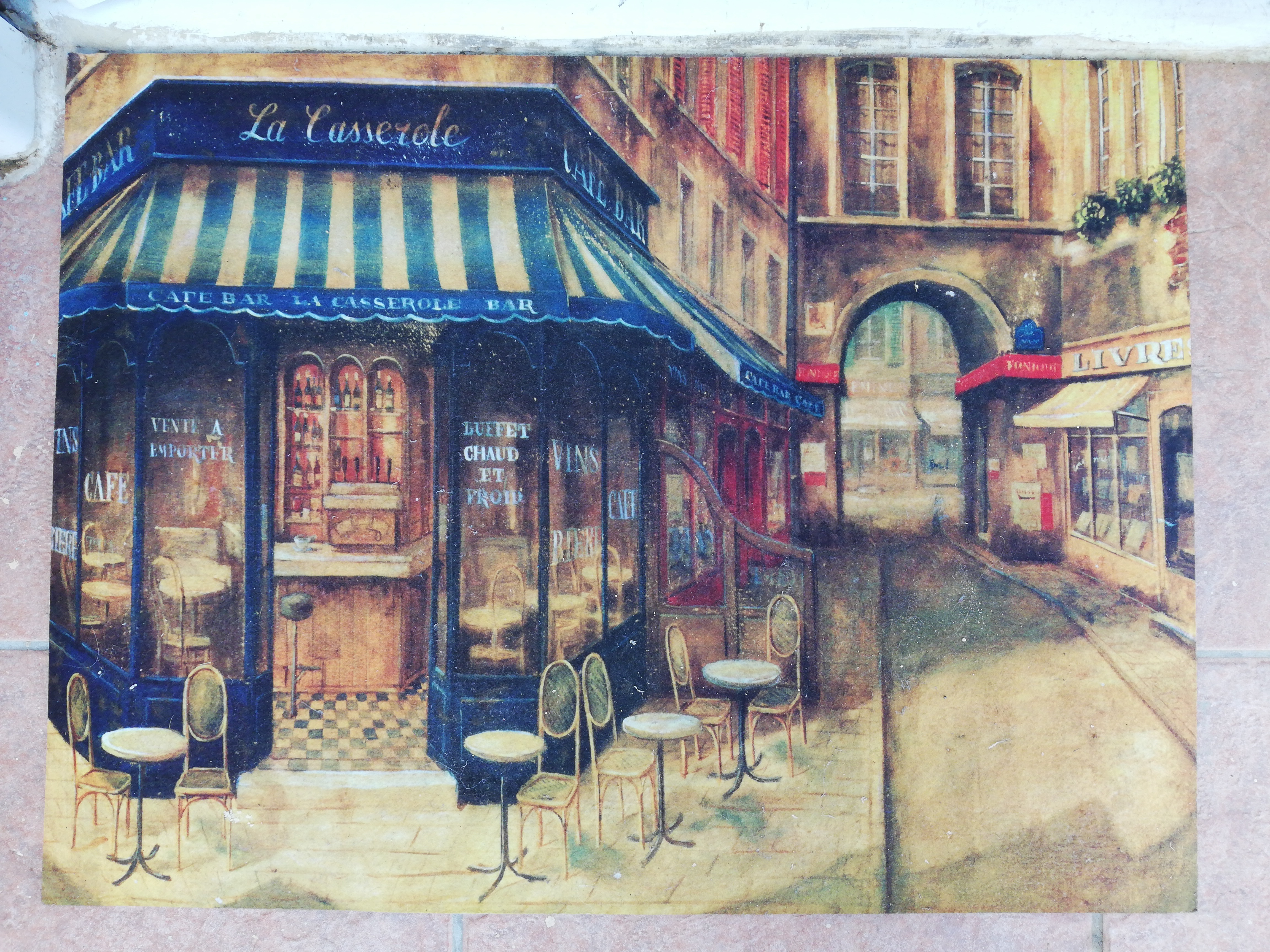
パリの通りが描かれた玄関マット

床敷物（Floor coverings）は商品分類では家庭用繊維製品に分類され、1.機械織床敷物、2.手織製床敷物、3.組ひも製床敷物、4.刺しゅう性床敷物、5.張りつけ及び不織布製床敷物、6.畳、畳床、畳表類、円座及び角マット、7.硬面床敷物、8.その他の床敷物に分類される。
機械織床敷物及び手織製床敷物
機械織で作られた一般的なパイル織床敷物の絨毯（じゅうたん）やアキスミンスタ（アキスミンスター・カーペット）は機械織床敷物、手織のパイル織床敷物である緞通（だんつう）は手織製床敷物の中に分類される。
組ひも製床敷物
組ひも製床敷物にはチューブマットや組ひもマットなどがある。
刺しゅう性床敷物
タフテッドカーペットなどがこれに含まれる。
張りつけ及び不織布製床敷物
コードカーペット、ボンデットカーペット、ニードルパンチカーペット、フェルトカーペットなどがこれに含まれる。
畳、畳床、畳表類、円座及び角マット
畳や上敷ござなどが含まれる。なお、花むしろは畳表類としてここに分類されるが、わらむしろはその他の床敷物に分類される。
硬面床敷物
リノリュームやタイル、コルクマットなどが含まれる。
その他の床敷物
毛皮製床敷物や紙製床敷物などが含まれる。油団も参照。
なお、「カーペット」（絨毯）は所定の場所に固定して敷き詰めるもの、「ラグ」は小型で任意の場所に随時に敷かれるもの（暖炉の先などに飾りに敷いたりする）を指すことが多い。

## 敷物の歴史
快適な睡眠を得るため、原始的にはアフリカのサバンナでは草で囲った中に枯草を敷き詰めてカモシカの皮などを敷いて眠った。

### ヨーロッパ
ヨーロッパには紀元前から織物の技術はあったが、本格的なカーペットが一般化するのは15世紀ごろとされる。最初は裸足になるベッドサイドや暖炉の前に敷くもので、貴族は高級品を用いたが、一般でも自分達で織り上げた簡単なピース状のものを用いていた。

### 西アジアから中央アジア
中央アジアでは羊毛や毛髪などの濡らした繊維を絡ませたフェルトが生産され、これがエジプトからの織物の技術と一体となって、衣料、テント地、敷物として利用されるようになった。
各地で経済社会を繁栄させるため牧畜がおこなわれたが、ラクダで移動する遊牧民にとってテントで寝るための簡易な敷物は必需品だった。
特にイランのペルシア絨毯（ペルシャ絨毯）の歴史は紀元前に遡り、羊毛の選別技術、染色技術、図柄、織技術などが高度に発展した。

### 日本
古代の敷物はコモ（薦、菰）と称される荒織りのムシロで、その下級品にワラゴモがあった。
平安時代初期から室町時代にかけての住居は、基本的には板敷で、その上で身分に応じて敷物を使い分けた。畳は元来は寝具としての比重が大きく、初期のものはムシロを3枚から4枚合わせたものだったと考えられている。その後、畳は家屋の建具とともに発達し、小部屋のすべてを畳敷きにするようになった。
第二次世界大戦後、アメリカを中心とするホテルや空港などで採用されていた敷づめカーペット方式が集合住宅に導入された。